# زلكوفا أذينية
زلكوفا أذينية (الاسم العلمي:Zelkova stipulacea) هو نوع من النباتات يتبع جنس الزلكوفا من فصيلة الدردارية.